# Cryptographis satanalis
Cryptographis satanalis là một loài bướm đêm trong họ Crambidae.